# Curtara teapensis
Curtara teapensis är en insektsart som beskrevs av Fowler 1903. Curtara teapensis ingår i släktet Curtara och familjen dvärgstritar. Inga underarter finns listade i Catalogue of Life.